# Klausenstein (Bayern)
Der 1048 m ü. NN hohe Klausenstein ist ein Berg im vorderen Bayerischen Wald im Norden der Kreisstadt Deggendorf und liegt im Gemeindegebiet Bernrieds im Landkreis Deggendorf. Der Abstand vom Gipfel zur Grenze des Landkreises Regen beträgt etwa 30 Meter und rund 500 Meter zum Landkreis Straubing-Bogen. Alle Hänge und der Gipfel sind vollständig bewaldet. Nachbargipfel sind der Rauhe Kulm (1050 m) im Südosten in nur 270 Meter Entfernung und der nach dem Stiermoos in zwei Kilometer Abstand im Nordwesten liegende Hirschenstein (1092 m).